# 淮州 (东魏)
淮州，是南北朝的州。
东魏武定七年（549年）侯景之乱，南梁淮阴郡被东魏占领，东魏改南朝梁北兖州设置淮州。治所在怀恩县（今江苏省淮安市淮阴区西南甘罗城）。下辖盱眙郡，山阳郡、淮阴郡、阳平郡、东莞郡。南陈太建五年（573年），南陈占领北齐淮州，改为北兖州，下辖淮阴郡、阳平郡、山阳郡。太建十一年（579年）北周占据北兖州，改为淮州，下辖东平郡、阳平郡、东莞郡。隋朝建立改为楚州。